# Марк (комуна)
Комуна Марк (швед. Marks kommun) — адміністративно-територіальна одиниця місцевого самоврядування, що розташована в лені Вестра-Йоталанд у південно-західній Швеції.
Марк 116-а за величиною території комуна Швеції. Адміністративний центр комуни — місто Чінна.

## Населення
Населення становить 33 763 чоловік (станом на вересень 2012 року). 
| Кількість населення комуни Марк за 1970-2010 роки | Кількість населення комуни Марк за 1970-2010 роки | Кількість населення комуни Марк за 1970-2010 роки | Кількість населення комуни Марк за 1970-2010 роки | Кількість населення комуни Марк за 1970-2010 роки |
| ------------------------------------------------- | ------------------------------------------------- | ------------------------------------------------- | ------------------------------------------------- | ------------------------------------------------- |
| Рік                                               |                                                   |                                                   | Населення                                         |                                                   |
| 1970                                              | 1970                                              |                                                   | 29 000                                            | 29 000                                            |
| 1975                                              | 1975                                              |                                                   | 30 217                                            | 30 217                                            |
| 1980                                              | 1980                                              |                                                   | 31 418                                            | 31 418                                            |
| 1985                                              | 1985                                              |                                                   | 31 708                                            | 31 708                                            |
| 1990                                              | 1990                                              |                                                   | 33 070                                            | 33 070                                            |
| 1995                                              | 1995                                              |                                                   | 33 583                                            | 33 583                                            |
| 2000                                              | 2000                                              |                                                   | 32 951                                            | 32 951                                            |
| 2005                                              | 2005                                              |                                                   | 33 494                                            | 33 494                                            |
| 2010                                              | 2010                                              |                                                   | 33 845                                            | 33 845                                            |
| Джерело: SCB                                      |                                                   |                                                   |                                                   |                                                   |

## Населені пункти
Комуні підпорядковано 10 міських поселень (tätort) та низка сільських, більші з яких:
- Чінна (Kinna)
- Фрістла (Fritsla)
- Горред (Horred)
- Сетіла (Sätila)
- Гиссна (Hyssna)
- Б'єркеторп (Björketorp)
- Туресторп (Torestorp)
- Ридаль (Rydal)

## Галерея

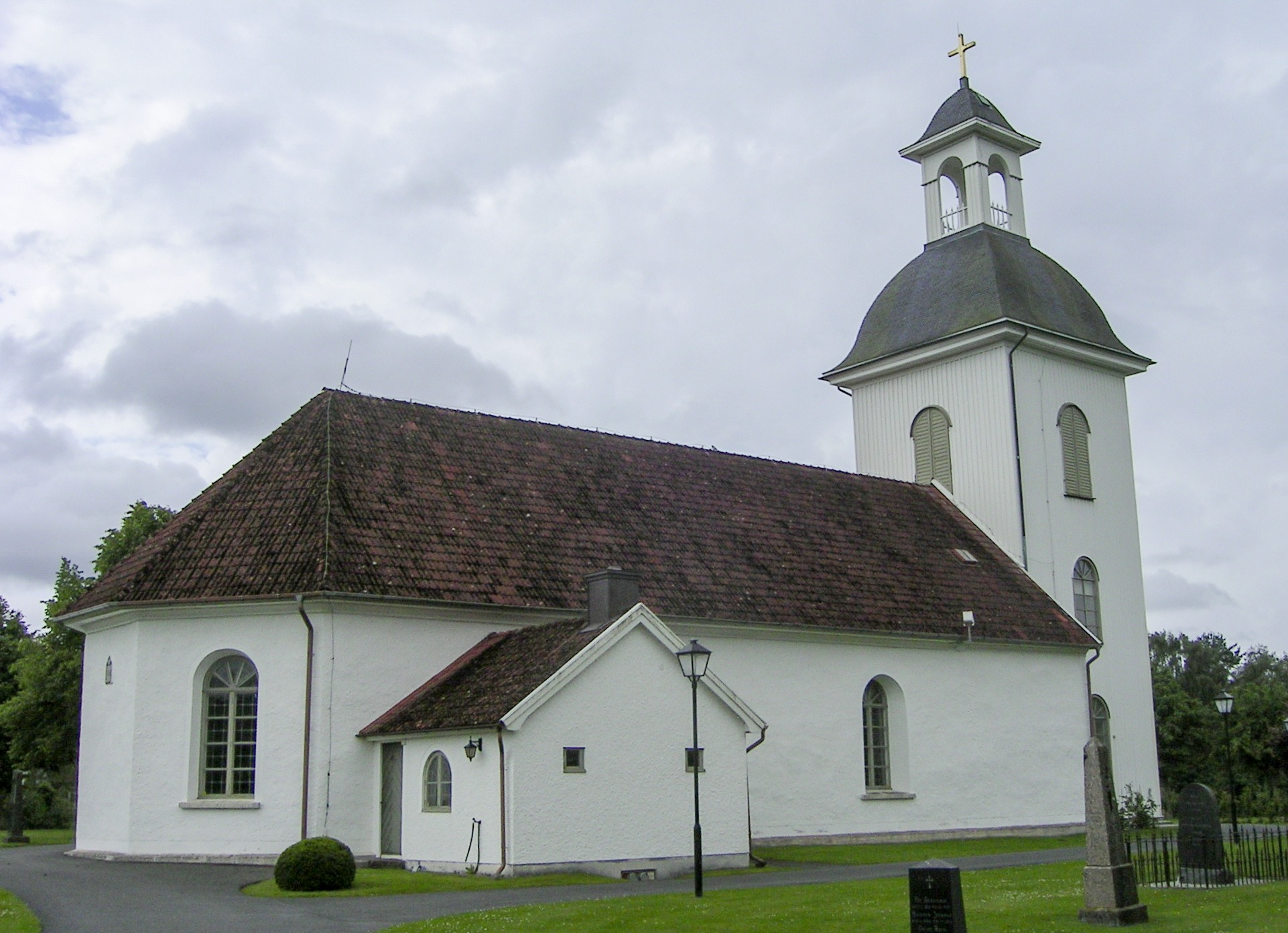
Церква (Туресторп)
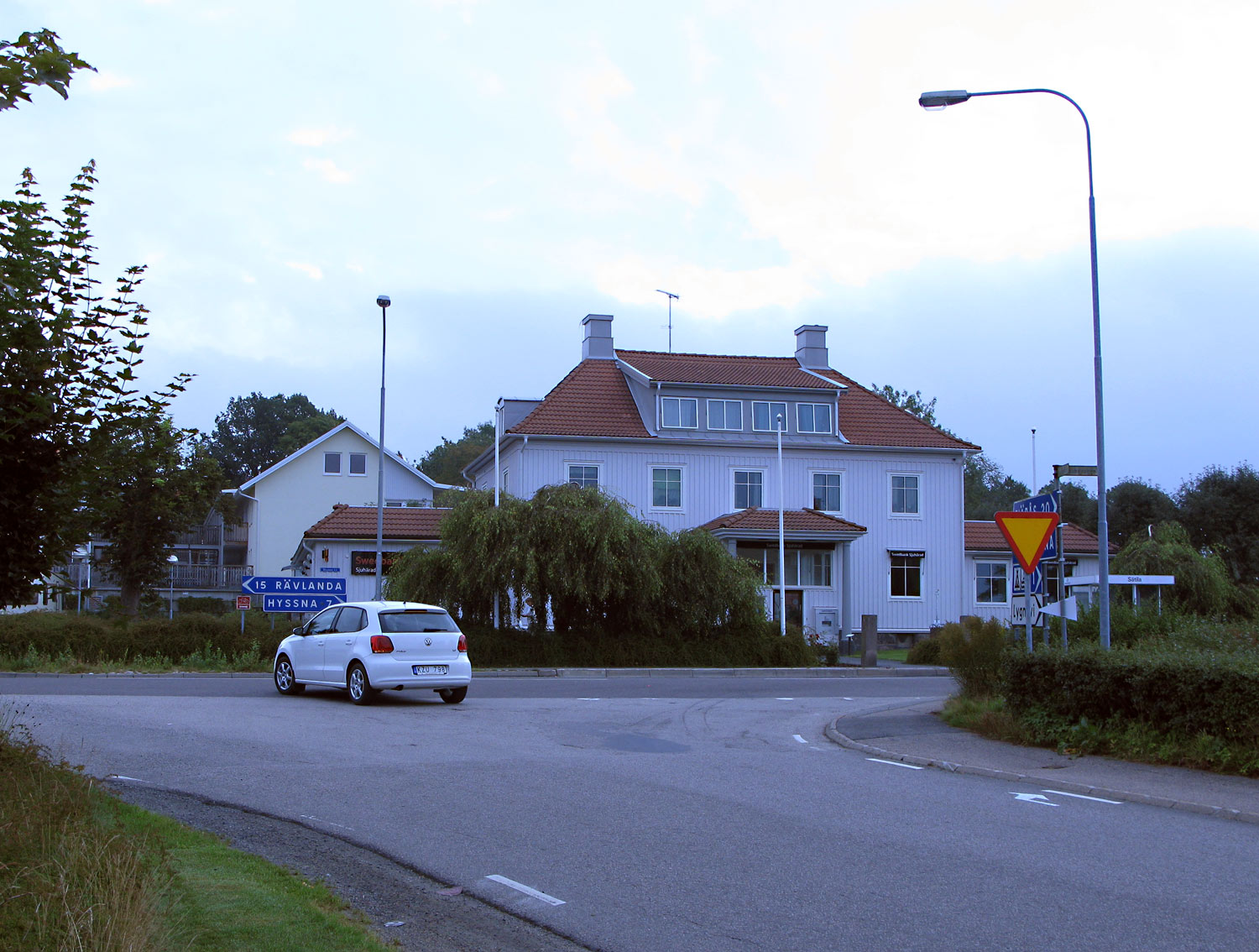
Містечко Сетіла
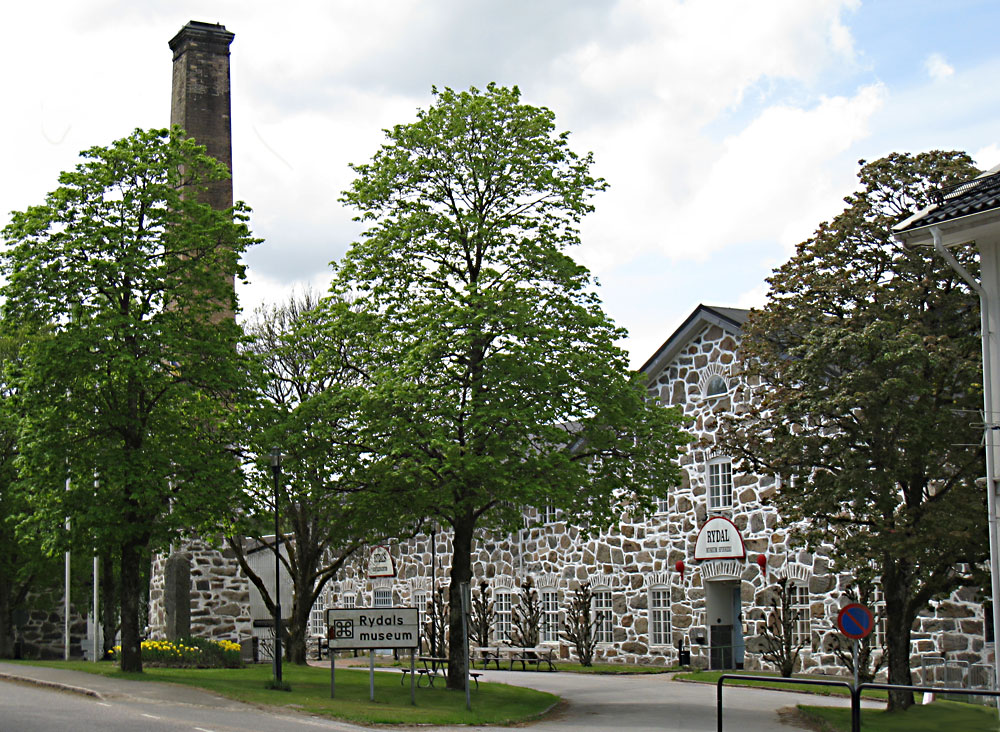
Музей у Ридалі
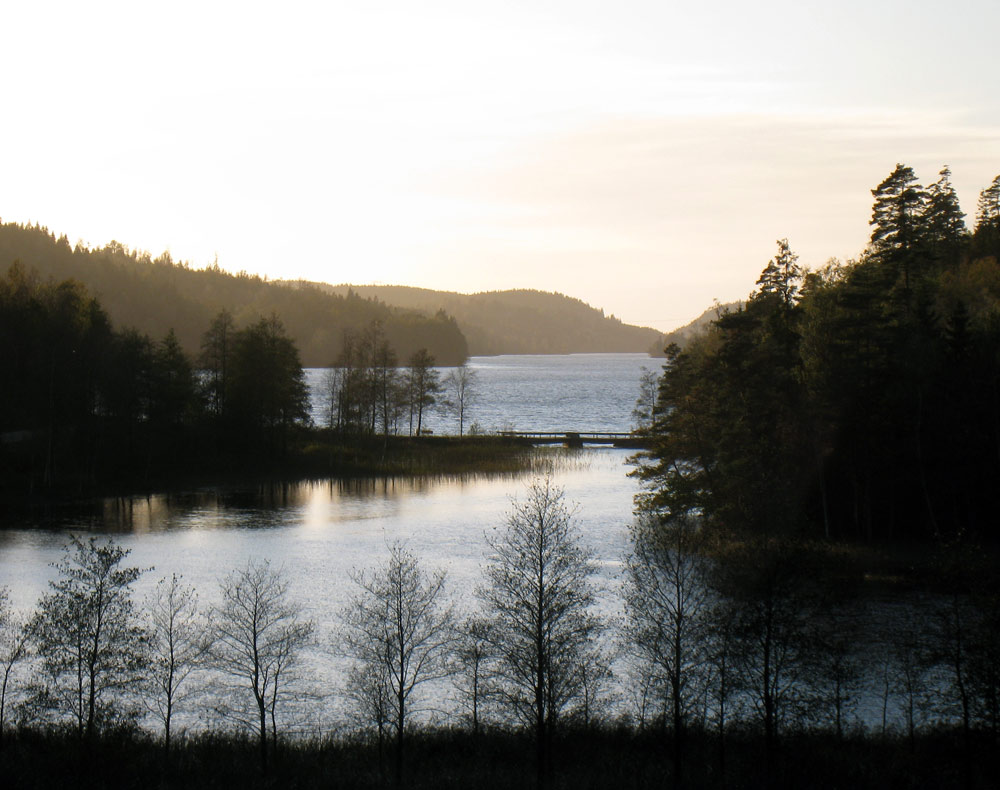
Озеро Вестра-Інґшен

## Виноски
1. ↑  Folkmangd i riket, lan och kommuner (шв.) . Центральне бюро статистики Швеції. Архів оригіналу за 20 серпня 2013. Процитовано 26 лютого 2013.